# Heppenheim
Heppenheim je vinařské město s historickým jádrem s domy z hrázděného zdiva. Leží asi 30 km jižně od Darmstadtu a 60 km jižně od Frankfurtu nad Mohanem. Je sídlem okresu Bergstraße v německé spolkové zemi Hesensko na historické cestě zvané Bergstaße mezi Weinheimem a Darmstadtem na silnici číslo 3 lemující pohoří Odenwald . Městem prochází železniční trať vedoucí severním směrem do Frankfurtu nad Mohanem a na jih do Heidelbergu.
Nad městem se tyčí hrad Starkenburg.
Historická část města s památkově chráněným katolickým kostelem sv. Petra posloužila v roce 1967 k natáčení úvodních a závěrečných scén filmu Zlaté časy ve Spessartu. Z tohoto města také pochází slavný závodník Formule 1 Sebastian Vettel.